# مسجد المنارة
مسجد المنارة مرتبط بالقاجاريون ويقع في أرومية، شارع الإمام بالقرب من مسجد سردار.